# Dichelacera cnephosa
Dichelacera cnephosa är en tvåvingeart som först beskrevs av Barretto 1947.  Dichelacera cnephosa ingår i släktet Dichelacera och familjen bromsar. Inga underarter finns listade i Catalogue of Life.